# ریزشناگر

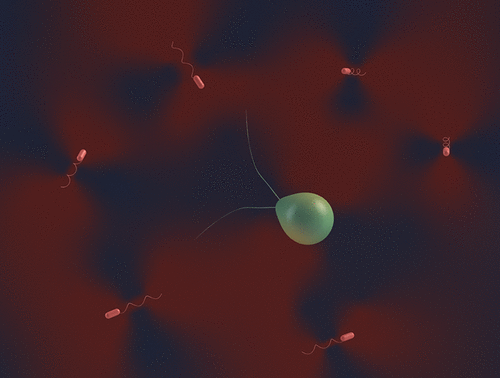
ریزشناگرهای طبیعی ترسیم جلبک Chlamydomonas reinhardtii در محیط هم‌کشت با باکتری Escherichia coli

ریزشناگر (به انگلیسی: Microswimmer) یک جسم میکروسکوپی با توانایی جابجایی در یک محیط سیال است. ریزشناگران طبیعی در همه جای جهان طبیعی به عنوان میکروارگانیسم‌های زیست‌شناختی مانند باکتری‌ها، آرکی‌ها، آغازیان، اسپرم‌ها و ریززیاگان یافت می‌شوند. از آغاز هزاره، علاقه فزاینده‌ای به ساخت شناگرهای مصنوعی و بیوهیبریدی وجود داشته است. اگرچه تنها دو دهه از ظهور آنها می‌گذرد، آنها در گذشته برای کاربردهای مختلف زیست‌پزشکی و زیست‌محیطی نویدبخش بوده‌اند.

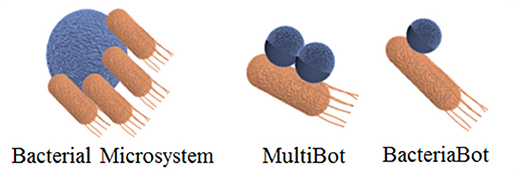
انواع باکتری‌های ریزشناگر زیست‌هیبرید